# Ocoliș (Alba)
Ocoliș (veraltet Ocolișul Mare; ungarisch Alsóaklos oder Nagyaklos) ist eine rumänische Gemeinde im Kreis Alba in der Region Siebenbürgen.

## Geographische Lage

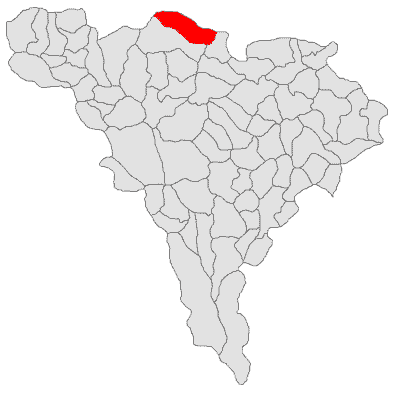
Lage der Gemeinde Ocoliș im Kreis Alba

Die Gemeinde Ocoliș liegt im Norden des Kreises Alba links des Arieș – eines rechten Zuflusses des Mureș (Mieresch) – im Apuseni-Gebirge, zwischen den Teilgebirgen Trascău und Muntele Mare. Einen Kilometer vom Drum național 75 entfernt, liegt der Ort Ocoliș etwa 30 Kilometer südwestlich der Stadt Turda (Kreis Cluj); die Kreishauptstadt Alba Iulia (Karlsburg) liegt 45 Kilometer (Luftlinie) südlich von Ocoliș entfernt. Ocoliș ist Teil des historischen Motzenlandes.

## Geschichte
Nach Berichten von Rudolf Münsterberg und Johann Oehler von 1902 und G. Téglás, wurden archäologische Funde auf dem Gebiet der Gemeinde (im eingemeindeten Dorf Vidolm) in Verbindung mit der Römerzeit gebracht.
Der Ort Ocoliș, ein ehemaliges rumänisches Hörigendorf, das zur Gemeinde Rimetea (Eisenburg) gehörte, – wurde erstmals 1408 unter der ungarischen Bezeichnung Aklos urkundlich erwähnt.
Die Bewohner leben heute vorwiegend von der Viehzucht, Forstwirtschaft und vom Abbau von Dazit.
Die durch den Ort führende Schmalspurbahn Turda–Abrud (93 Kilometer) wurde 1912 in Betrieb genommen und 1998 stillgelegt. Der Bahnhof und eine Brücke der Bahn auf dem Areal der Gemeinde sind seit 2006 denkmalgeschützt.

## Bevölkerung
1850 lebten auf dem Gebiet der heutigen Gemeinde 1770 Einwohner; 1764 davon waren Rumänen und sechs Roma. 1941 wurde mit 1883 die größte Bevölkerungszahl, auch gleichzeitig die der Rumänen (1870) registriert. Die höchste Anzahl der Ungarn (22) wurde 1920, der Roma 1850 ermittelt. Bei der Volkszählung 1890 wurde im eingemeindeten Dorf Vidolm (ung. Vidaly) ein Deutscher registriert. Die Einwohnerzahl (1412 im Jahr 1977) nahm in den letzten Jahrzehnten deutlich ab; 2002 lebten in der Gemeinde noch 846 Menschen.

## Sehenswürdigkeiten
- Alte Bauernhöfe, mit stroh- oder schindelgedeckten Holzhäusern.[6]
- Die Holzkirche Botezul Domnului im eingemeindeten Dorf Lunca Largă (ung. Lunkalárga), im 18. Jahrhundert errichtet, steht unter Denkmalschutz.[11]
- Die Holzkirche Sf. Arhangheli im eingemeindeten Dorf Runc (ung. Aranyosronk), 1733 errichtet[7] und 1852 erneuert ist auch denkmalgeschützt.[11]
- Die Naturreservate Cheile Runcului und Cheile Pociovaliștei, im Nordwesten der Gemeinde.[12]

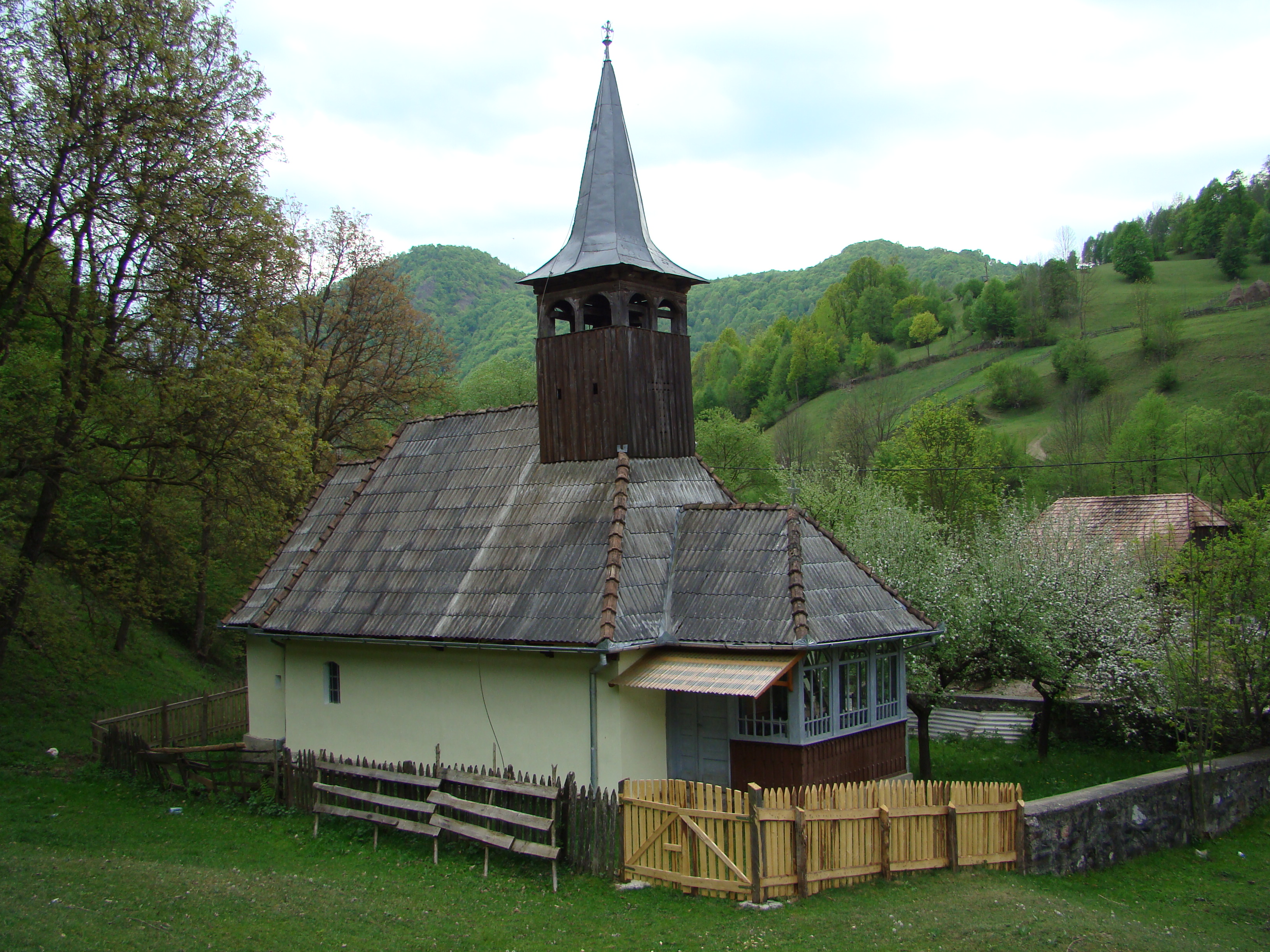
Holzkirche in Lunca Largă
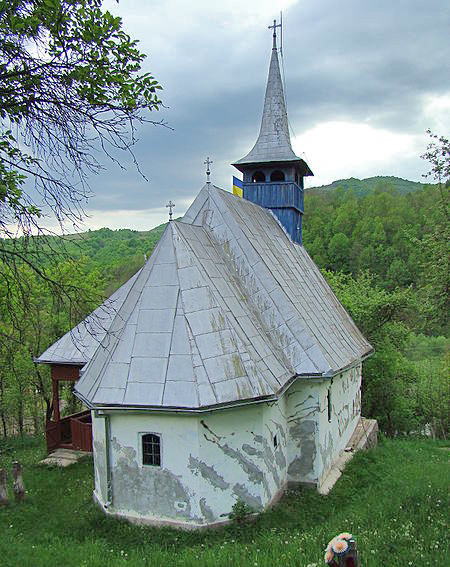
Holzkirche in Runc
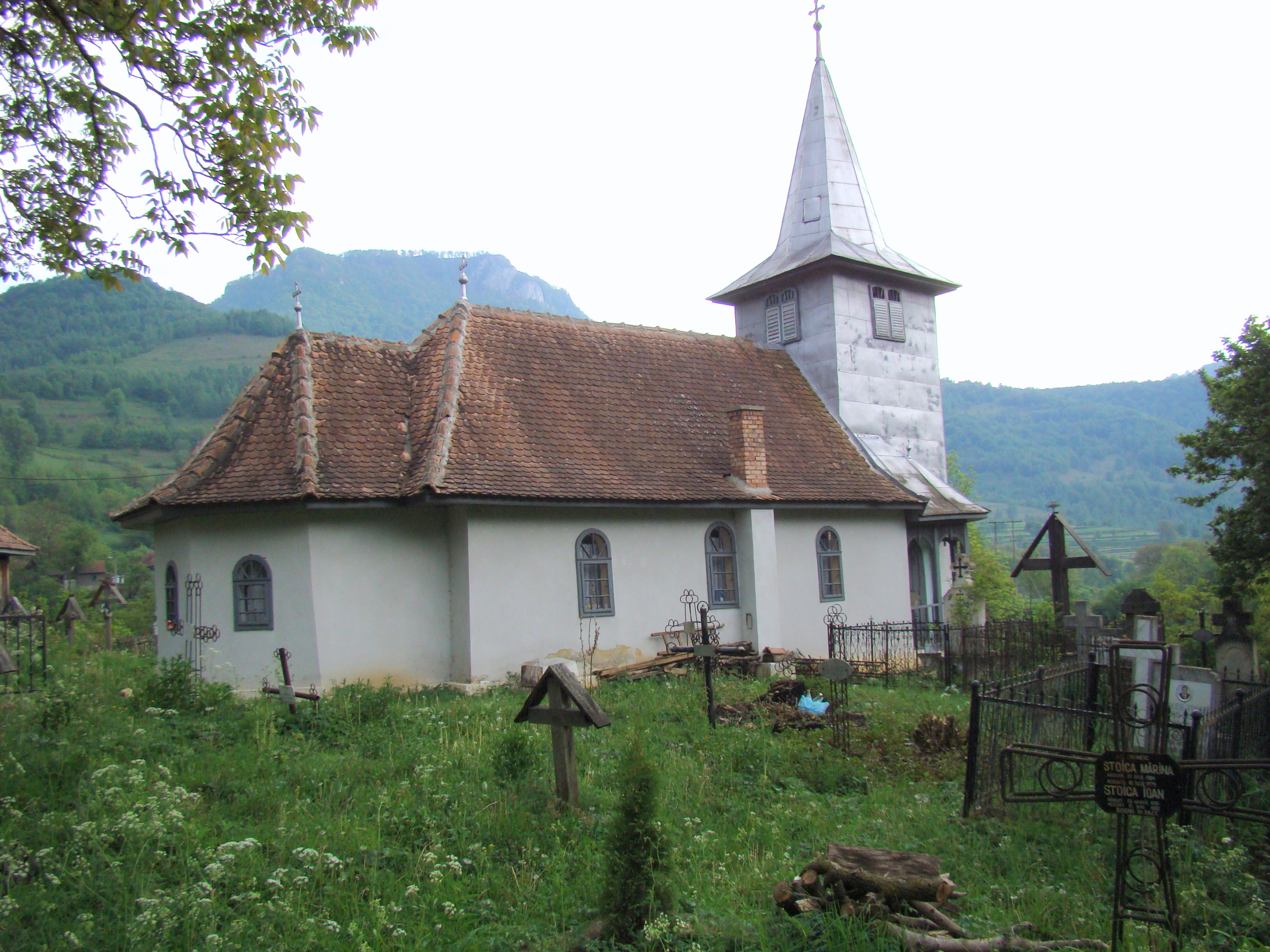
Holzkirche in Vidolm